# Falter (Gemeinde Matrei in Osttirol)
Falter ist ein Weiler der Fraktion Kienburg in der Gemeinde Matrei in Osttirol.

## Geographie
Falter liegt in der Katastralgemeinde Matrei in Osttirol Land im südöstlichen Winkel des Matreier Gemeindegebiets. Die Einzelsiedlung befindet sich am Talboden des Iseltals, wobei südlich der bewaldete Nordostabhang des Rudnig angrenzt. Falter liegt an der Gemeindegrenzen zu St. Johann im Walde im Südosten und Nordosten. Der Weiler besteht aus dem Bauernhof Falter (Kienburg 5) und dem Steinbruch der Lauster Naturstein mit zugehörigen Gebäuden (Kienburg 1, 3 und 4). Durch den Weiler führt die Kienburger Straße (L 393).  Falter liegt zwischen dem Weiler Kienburg im Nordwesten und der Ortschaft Neugarten (Gemeinde St. Johann im Walde) im Südosten. Östlich liegen die ebenfalls zu St. Johann gehörenden Ortsteile Oblaßberg und Unterleibnig.

## Bevölkerung
In den Volkszählungen wurde Falter zwischen 1971 und 1991 separat ausgewiesen. Zuvor wurde es als Bestandteil von verstreuten Häusern oder bei Huben mitgezählt. 1971 wird Falter als Einzelsiedlung der Fraktion Kienburg erstmals genannt, wobei in diesem Jahr 9 Menschen in einem Wohngebäude lebten. Im Jahr 1981 wird in den Ortsverzeichnissen der Statistik Austria der Einzelhof Falter mit 10 Einwohner mit einem Wohngebäude und der Steinbruch mit drei Gebäuden und 14 Bewohnern genannt. 1991 wird Falter als Weiler mit fünf Gebäuden, 3 Wohngebäuden, zwei Haushalten und 13 Bewohnern sowie einer land- und forstwirtschaftlichen Betriebsstätte genannt.

## Sehenswürdigkeiten
Beim Bauernhof Falter, einem Paarhof, befindet sich die 1935 errichtete Falterkapelle. Vor dem Gelände des Steinbruchs wurde ein modernes Wegkreuz errichtet.